# Coffea augagneurii
Coffea augagneurii là một loài thực vật có hoa trong họ Thiến thảo. Loài này được Dubard mô tả khoa học đầu tiên năm 1906.